# Stefan Wolski (podporucznik)
Stefan Wolski ps. „Bolesław” (ur. 7 kwietnia 1895 w Radomiu, zm. ?) – polski żołnierz, podporucznik kawalerii, żołnierz Pierwszej Kompanii Kadrowej i Legionów Polskich.

## Życiorys

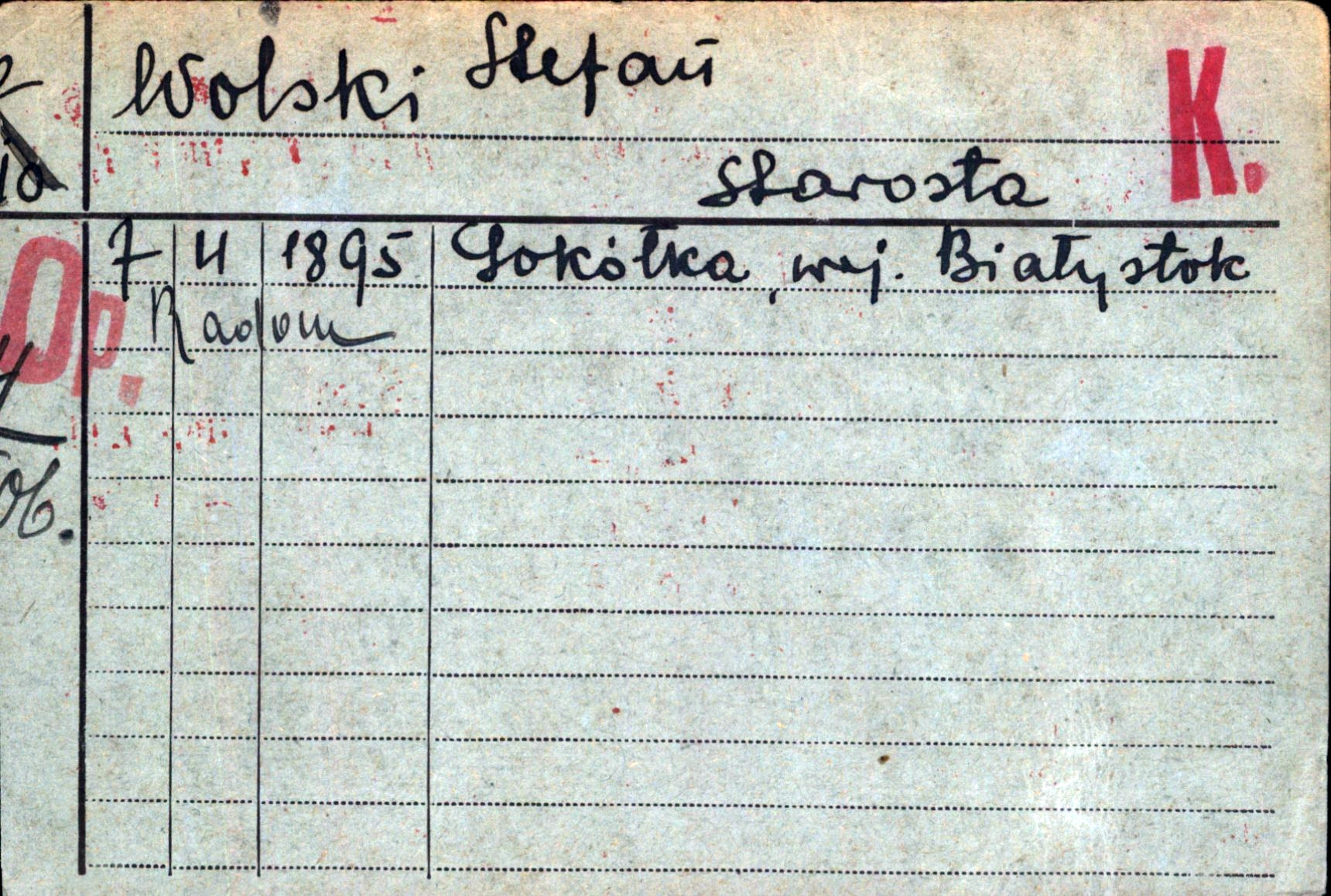
Decyzja o przyznaniu Krzyża Niepodległości dla Stefana Wolskiego 1

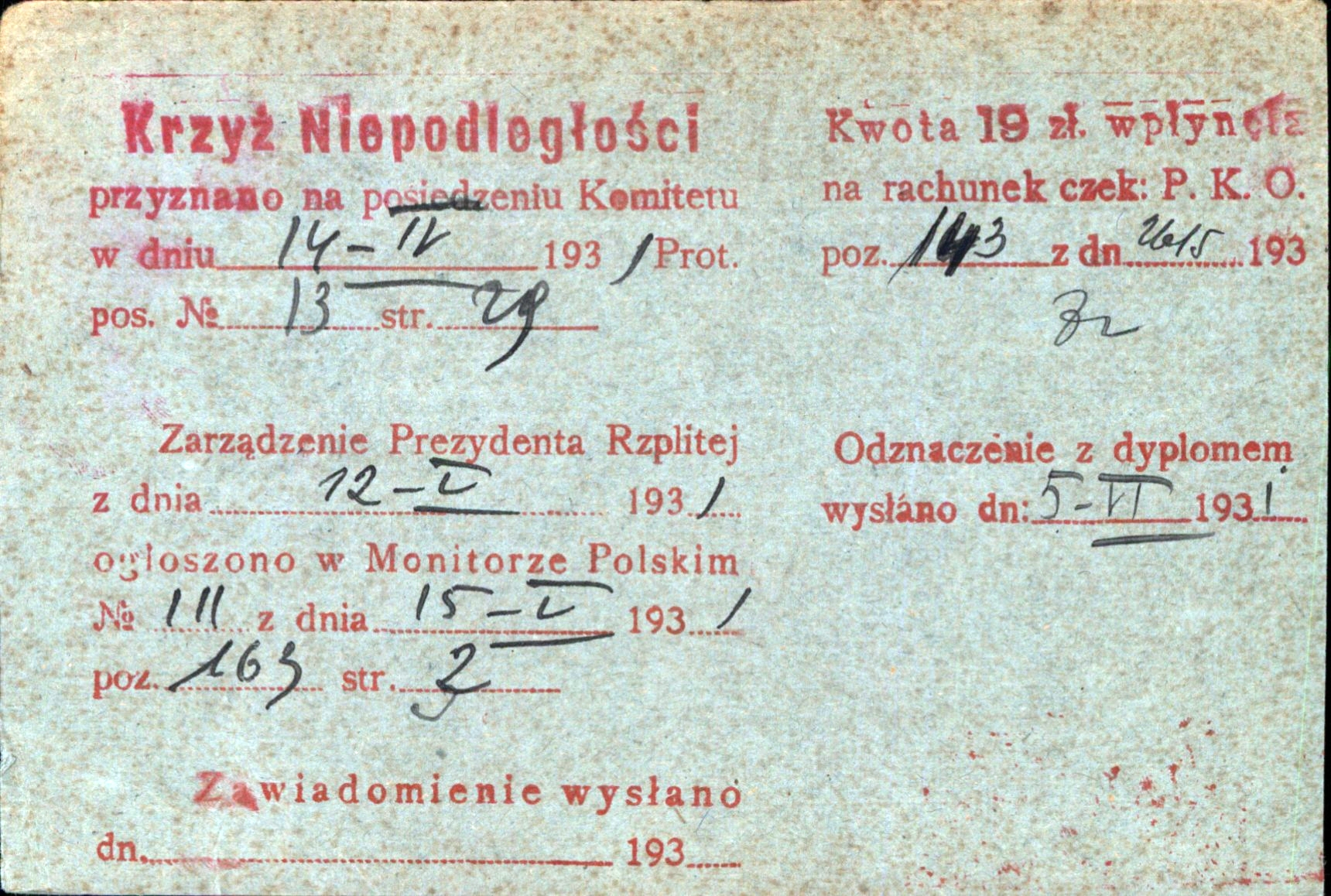
Decyzja o przyznaniu Krzyża Niepodległości dla Stefana Wolskiego 2

Syn Franciszka i Sabiny z domu Serafińska. Działał w Związku Młodzieży Postępowo-Niepodległościowej w radomskich szkołach, był członkiem Związku Walki Czynnej, Związku Strzeleckiego, i Filarencji. Studiował na Uniwersytecie w Liege.
Powrócił do kraju na kurs instruktorski w Oleandrach. Był żołnierzem 1 Kompanii Kadrowej Legionów Polskich, 1 plutonu. Wyruszył wraz z nią w kierunku Michałowic w dniu 6 sierpnia 1914. Po pierwszej reorganizacji przydzielony został do III baonu 1. pp Legionów Polskich. Kilkakrotnie ranny m.in. pod Łowczówkiem. 8 stycznia 1915 leczony był w Szpitalu Czerwonego Krzyża w Nowym Targu. 1 lutego 1915 został przeniesiony do 1 Pułku Ułanów Legionów Polskich. Od 1 lutego 1915 walczył w szeregach V plutonu szwoleżerów, a od 7 marca 1915 w 1 plutonie szwoleżerów. Został awansowany na stopień starszego ułana w dniu 22 listopada 1915 i przeniesiony do 1 plutonu 4 szwoleżerów. Pozostał w 1. pułku Legionów Polskich do kryzysu przysięgowego. Po kryzysie przysięgowym internowany w Szczypiornie. Po zwolnieniu w październiku 1917 działał w Polskiej Organizacji Wojskowej w Radomiu.
W listopadzie 1918 wstąpił do kawalerii Wojska Polskiego. Zmobilizowany w 1920, wziął udział w wojnie z bolszewikami. Po jej zakończeniu w 1921 przeszedł do rezerwy jako podporucznik kawalerii ze starszeństwem z 1 czerwca 1919. W późniejszym okresie pracował jako urzędnik administracji rządowej i samorządowej, najpierw w Warszawie, jako urzędnik Komisariatu Rządu, od 11 listopada 1926 przeniesiony do starostwa w Grodnie. 8 czerwca 1927 roku został kierownikiem starostwa w Sokółce. 18 listopada 1928 został wybrany prezesem Obwodu Strzeleckiego w Sokółce. Był autorem wielu artykułów w czasopiśmie „Strzelec”.

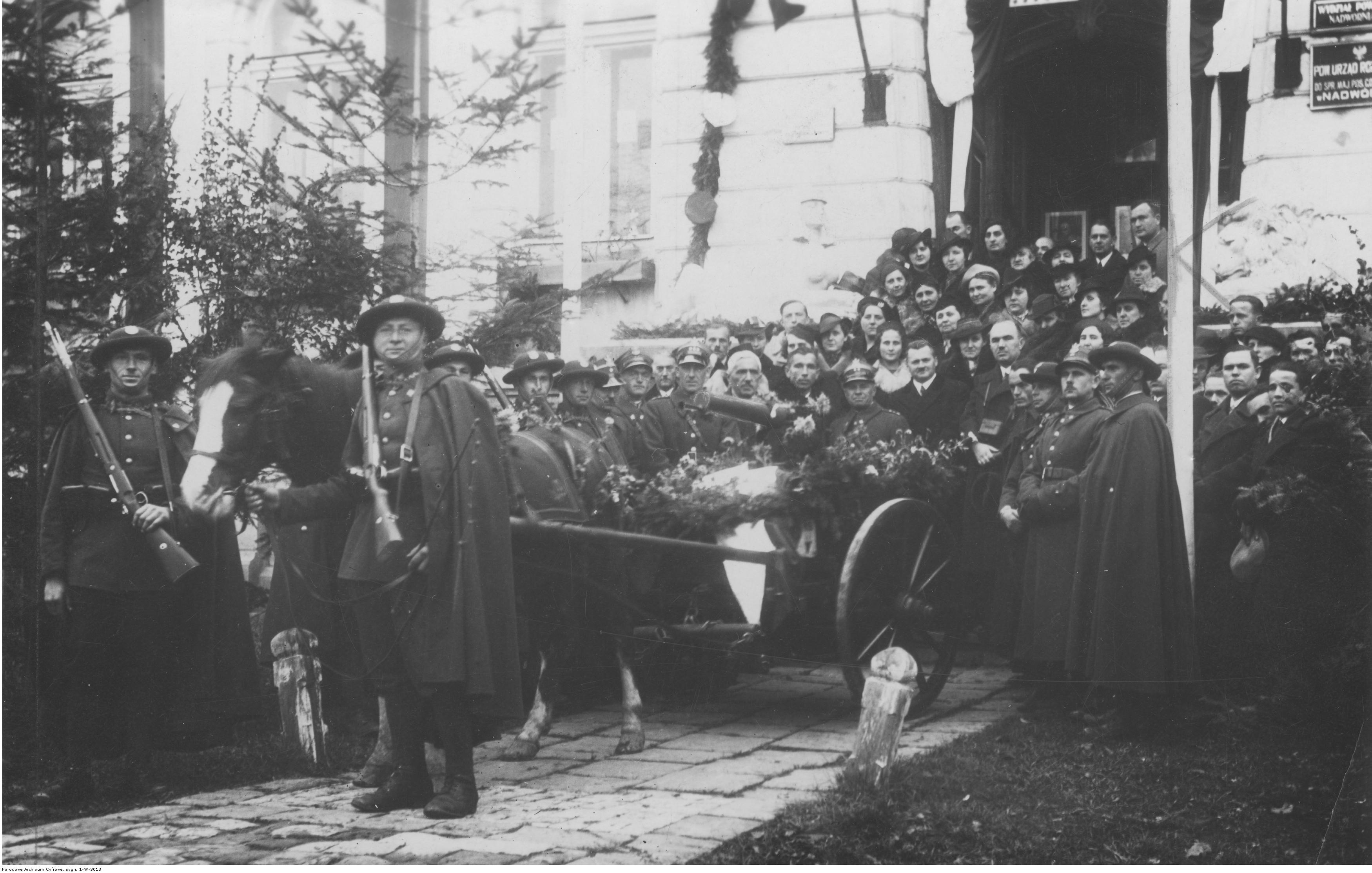
Przekazanie wojsku ciężkiego karabinu maszynowego, ufundowanego przez nauczycieli szkół powszechnych obwodu nadwórniańskiego. Widoczni starosta Stefan Wolski, inspektor szkolny W. Choma

16 lipca 1929 został starostą powiatowym w Sokółce. W 1933 mianowany został starostą powiatowym w Kałuszu obok Stanisławowa, a następnie do wybuchu wojny pełnił funkcję starosty powiatowego w Nadwórnej. Jako starosta powiatowy w Nadwórnej był współorganizatorem założenia miejscowego gimnazjum oraz w budynku Zarządu Miasta, świetlicy dla poborowych z czasopismami w językach polskim i rosyjskim.
Po wybuchu II wojny światowej jego dalszy los nie jest znany.

## Odznaczenia
- Krzyż Niepodległości
- Złoty Krzyż Zasługi
- Odznaka 1 Kompanii Kadrowej